# 米德爾赫姆
米德爾赫姆（Middleham）是英格蘭北約克郡下的里士滿郡區的一個小鎮和民政教區。現在這裡的主要產業是賽馬行業。此外這裡還有米德爾赫姆城堡等旅遊景點。